# Nova stolnica v Coimbri
Nova stolnica v Coimbri (portugalsko Sé Nova de Coimbra) ali stolnica Jezusovega svetega imena je trenutno sostolnica škofije (skupaj s staro stolnico v Coimbri (Sé Velha de Coimbra) mesta Coimbra na Portugalskem. Stolnica stoji v bližini zgodovinske Univerze v Coimbri v zgornjem delu mesta (Alta de Coimbra).
Nova stolnica v Coimbri je od leta 1910 razvrščena kot nacionalni spomenik.

## Zgodovina
Blizu Univerze v Coimbri je kolegij Onze Thousand Virgins (splošno znan kot Sé Nova) jezuitskega izvora, katerega kleriki so se naselili v mestu leta 1541. Tempelj so začeli graditi leta 1598, načrtoval pa ga je uradni portugalski arhitekt jezuitov Baltazar Álvares, na katerega je vplivala cerkev samostana São Vicente de Fora v Lizboni. Dela so se razvijala počasi in bogoslužje se je začelo šele leta 1640, tempelj pa je bil slovesno odprt šele leta 1698.
Leta 1759 je jezuitski red na Portugalskem prepovedal markiz Pombal, predsednik vlade kralja Jožefa I.
Leta 1772 je bil škofovski sedež prenesen iz stare romanske stolnice v mestu (danes imenovane Stara stolnica v Coimbri) v prazno, prostorno in modernejšo jezuitsko cerkev.
Cerkvena arhitektura je imela vpliv v portugalskem kolonialnem svetu. Fasada nekdanje jezuitske cerkve v Salvadorju v kolonialni Braziliji (zdaj stolnica v Salvadorju), zgrajene v 17. stoletju, se zdi, kot je navdihnila jezuitska cerkev v Coimbri.

## Opis
Pročelje cerkve zaznamujejo močne, preproste linije. V nišah pročelja nove stolnice so kipi štirih jezuitskih svetnikov. Baročna dekoracija zgornjega dela fasade, dokončane v začetku 18. stoletja, je v nasprotju s spodnjim delom, ki sledi togemu manierističnemu slogu. Cerkev ima dva zvonika tik za glavnim pročeljem in kupolo nad križiščem.
Notranjost, prekrita s banjastimi oboki, ima eno ladjo z več stranskimi kapelami in transeptom s kupolo. Oba kraka transepta in glavna kapela apside sta okrašena z ogromnimi, veličastnimi pozlačenimi lesenimi oltarji, zgrajenimi med 17. in 18. stoletjem, ki so lepi primeri tako imenovanega 'nacionalnega' portugalskega sloga oltarja. Stranske kapele ladje imajo oltarne nastavke v manierističnem in baročnem slogu.
Iz stare stolnice so bile prenesene korne klopi glavne kapele iz 17. stoletja, prav tako zapleteni kamniti krstni kamen, ki sta ga izklesala Pero in Felipe Henriques v poznem gotsko-manuelinskem slogu v začetku 16. stoletja.

## Oprema
Cerkvena oprema vključuje oltarno sliko v slogu churriguera, bogato okrašeno z izrezljanimi figurami in zvitimi salomonovimi stebri v pravkar zaključeni apsidi. Pozornost zaslužita tudi stranska oltarja in krstni kamen cerkve.
- Kor, orgle in glavni oltar
- Baročni oltar
- Detajl oltarja
- Detajl oltarja
- Stranski oltar
- Krstilnik